# Sojuz TMA-15M
Sojuz TMA-15M byla ruská kosmická loď řady Sojuz, kterou 23. listopadu 2014 nosná raketa Sojuz-FG vynesla z kosmodromu Bajkonur k Mezinárodní vesmírné stanici (ISS), kam dopravila tři členy Expedice 42. Poté zůstala u ISS jako záchranná loď až do června 2015, kdy se s ní stejná trojice kosmonautů vrátila na Zem.

## Posádka
Hlavní posádka:
- Anton Škaplerov (2), velitel, Roskosmos (CPK)
- Samantha Cristoforettiová (1), palubní inženýr 1, ESA
- Terry Virts (2), palubní inženýr 2, NASA

V závorkách je uveden dosavadní počet letů do vesmíru včetně této mise.
Záložní posádka:
- Oleg Kononěnko, Roskosmos (CPK)
- Kimija Jui, JAXA[2]
- Kjell Lindgren, NASA

## Průběh letu
Kosmická loď Sojuz TMA-15M nesená raketou Sojuz FG odstartovala z kosmodromu Bajkonur 23. listopadu 2014 ve 21:01 UTC. Loď s kosmonauty dorazila ke stanici po šesti hodinách letu v neděli 23. listopadu 2014, v 02:48:21 UTC. Poté posádka Sojuzu přešla na stanici a zapojila se do práce Expedice 42, resp. od března 2015 Expedice 43.
Škaplerov, Cristoforettiová a Virts se původně měli vrátit na Zem 14. května, ale po neúspěšném startu nosné rakety s nákladní lodí Progress M-27M (28. dubna 2015) bylo jejich přistání odloženo. Od stanice se nakonec v Sojuzu TMA-15M odpojili až 11. června v 10:20 UTC a téhož dne v 13:44 UTC bezpečně přistáli v kazašské stepi u Džezkazganu, po 199 dnech, 16 hodinách a 43 minutách kosmického letu.
Kvůli odkladu Samantha Cristoforettiová o pět dní překonala dosavadní ženský rekord v délce kosmického letu dosud držený Sunitou Williamsovou.